# The Outcry
The Outcry (em português, O protesto) é um romance de Henry James publicado em 1911. Esta comédia leve foi primeiramente concebida como uma peça teatral. James reuniu o material em uma peça de três atos, mas como muitas de suas peças, esta falhou em ser produzida (ocorreram apresentações póstumas em 1917). Em 1911, James converteu a peça em romance, e obteve sucesso com o público. The Outcry foi o único romance que ele conseguiu completar antes de sua morte em 1916. A história trata da compra de tesouros da arte britânica por estrangeiros ricos, em especial por americanos. Apesar de não ser um assunto importante do cotidiano, o romance de James o retrata de forma completa, desenvolta e chamativa.

## Enredo
Para cobrir dívidas de jogo de sua filha Kitty Imber, o viúvo lord Theign planeja vender sua bela pintura da Duqueza de Waterbridge, pintada por Sir Joshua Reynolds ao bilionário americano Breckenbridge Bender. Hugh Crimble, um jovem crítico de arte, argumenta contra a venda, dizendo que os tesouros da arte britânica deveriam ficar no país. Ele é apoiado por lady Grace, filha perspicaz de Theign. Quando os jornais descobrem a potencial venda do Reynolds, eles levantam uma crítica patriótica, que diverte o arrogante e bem-humorado Bender.
Enquanto isso, Crimble descobriu outra pintura na coleção de Theign e suspeita que seja uma raridade de Mantovano (James pensou que este fosse um nome completamente fictício, mas acontece de realmente haver um pintor obscuro chamado Mantovano). Eventualmente, a intuição de Crimble se revela verdadeira. Theign decide doar o Mantovano à National Gallery e não vender o Reynolds a Bender. Sua amiga, lady Sandgate também doa uma pintura de Sir Thomas Lawrence para a Gallery, o que a une a Theign.